# Berner Sport Club Young Boys 2018-2019
Questa voce raccoglie le informazioni riguardanti il Berner Sport Club Young Boys nelle competizioni ufficiali della stagione 2018-2019.

## Stagione
Nella stagione 2018-2019 lo Young Boys, allenato da Gerardo Seoane, concluse il campionato di Super League al 1º posto. In Coppa Svizzera lo Young Boys fu eliminato ai quarti di finale dal Lucerna. In Champions League lo Young Boys fu eliminato nella fase a gironi.

## Rosa
| N. |                           | Ruolo | Calciatore          |
| -- | ------------------------- | ----- | ------------------- |
| 1  | Svizzera (bandiera)       | P     | Marco Wölfli        |
| 4  | Guinea (bandiera)         | D     | Mohamed Camara      |
| 5  | Svizzera (bandiera)       | D     | Steve von Bergen    |
| 7  | Serbia (bandiera)         | C     | Miralem Sulejmani   |
| 8  | Svizzera (bandiera)       | C     | Djibril Sow         |
| 11 | Germania (bandiera)       | C     | Gianluca Gaudino    |
| 13 | Camerun (bandiera)        | C     | Moumi Ngamaleu      |
| 16 | Svizzera (bandiera)       | C     | Christian Fassnacht |
| 17 | Costa d'Avorio (bandiera) | A     | Roger Assalé        |
| 18 | Camerun (bandiera)        | A     | Jean-Pierre Nsame   |
| 19 | Austria (bandiera)        | C     | Thorsten Schick     |
| 20 | Svizzera (bandiera)       | C     | Michel Aebischer    |
| 21 | Svizzera (bandiera)       | D     | Ulisses Garcia      |

| N. |                     | Ruolo | Calciatore         |
| -- | ------------------- | ----- | ------------------ |
| 22 | Svizzera (bandiera) | D     | Gregory Wüthrich   |
| 23 | Svizzera (bandiera) | D     | Loris Benito       |
| 24 | Svizzera (bandiera) | D     | Jan Kronig         |
| 26 | Svizzera (bandiera) | P     | David von Ballmoos |
| 29 | Svizzera (bandiera) | D     | Jordan Lotomba     |
| 30 | Svizzera (bandiera) | D     | Sandro Lauper      |
| 39 | Svizzera (bandiera) | D     | Léo Seydoux        |
| 40 | Svizzera (bandiera) | P     | Dario Marzino      |
| 43 | Svizzera (bandiera) | D     | Kevin Mbabu        |
| 50 | Svizzera (bandiera) | A     | Felix Mambimbi     |
| 51 | Svizzera (bandiera) | D     | Esteban Petignat   |
| 99 | Francia (bandiera)  | A     | Guillaume Hoarau   |

## Organigramma societario
Area tecnica
- Allenatore: Gerardo Seoane
- Allenatore in seconda: Harry Gämperle, Matteo Vanetta
- Preparatore dei portieri: Stefan Knutti
- Preparatori atletici: Stephan Flückiger, Martin Fryand

## Calciomercato

### Sessione estiva
| Acquisti | Acquisti       | Acquisti        | Acquisti |
| R.       | Nome           | da              | Modalità |
| -------- | -------------- | --------------- | -------- |
| D        | Mohamed Camara | Hapoel Ra'anana |          |
| D        | Nicolas Bürgy  | Thun            |          |
| C        | Kwadwo Duah    | Winterthur      |          |
| D        | Ulisses Garcia | Norimberga      |          |
| D        | Sandro Lauper  | Thun            |          |
| A        | Taulant Seferi | Wohlen          |          |

| Cessioni | Cessioni            | Cessioni      | Cessioni |
| R.       | Nome                | a             | Modalità |
| -------- | ------------------- | ------------- | -------- |
| D        | Nicolas Bürgy       | Aarau         |          |
| D        | Kasim Nuhu          | Hoffenheim    |          |
| A        | Taulant Seferi      | Winterthur    |          |
| C        | Kwadwo Duah         | Servette      |          |
| D        | Marco Bürki         | Zulte Waregem |          |
| P        | Alexandre Letellier | Angers        |          |

### Sessione invernale
| Acquisti | Acquisti | Acquisti | Acquisti |
| R.       | Nome     | da       | Modalità |
| -------- | -------- | -------- | -------- |

| Cessioni | Cessioni            | Cessioni        | Cessioni |
| R.       | Nome                | a               | Modalità |
| -------- | ------------------- | --------------- | -------- |
| C        | Pedro Teixeira      | Rapperswil-Jona |          |
| C        | Sekou Junior Sanogo | Al-Ittihad      |          |
| C        | Leonardo Bertone    | FC Cincinnati   |          |

## Risultati

### Super League

#### Prima fase, girone di andata
| Arbitro: | Bieri |

|                            |           |  |
| Sulejmani 69’ Ngamaleu 86’ | Marcatori |  |

| Arbitro: | Erlachner |

|  |           |                          |
|  | Marcatori | 27’ Fassnacht 76’ Hoarau |

| Arbitro: | Schnyder |

|                                                  |           |  |
| Sulejmani 12’ Fassnacht 15’ Hoarau 45’ Nsame 75’ | Marcatori |  |

| Arbitro: | Klossner |

|                               |           |                                     |
| Schürpf 67’ (rig.) Gvilia 89’ | Marcatori | 24’, 77’ (rig.) Hoarau 72’ Ngamaleu |

| Arbitro: | Jaccottet |

|                                                                       |           |                     |
| Assalé 16’ Ngamaleu 44’ Aebischer 70’ Nsame 81’ (rig.) Ošs 90’ (aut.) | Marcatori | 10’, 58’ Sejmenović |

| Arbitro: | San |

|  |           |                               |
|  | Marcatori | 14’, 90’ Fassnacht 90’ Garcia |

| Arbitro: | San |

|                                                                                        |           |                     |
| Fassnacht 33’ Sulejmani 41’ Camara 52’ Hoarau 60’ Aebischer 70’ Bertone 80’ Assalé 89’ | Marcatori | 75’ van Wolfswinkel |

| Arbitro: | Hänni |

|                       |           |  |
| Nsame 5’ Ngamaleu 31’ | Marcatori |  |

| Arbitro: | Klossner |

|               |           |                                                         |
| Spielmann 18’ | Marcatori | 10’ Nsame 30’ (rig.) Sulejmani 61’ Aebischer 83’ Assalé |

#### Prima fase, girone di ritorno
| Arbitro: | Fähndrich |

|                      |           |                                      |
| Hoarau 68’ Nsame 79’ | Marcatori | 16’ Demhasaj 82’ Schulz 87’ Knežević |

| Arbitro: | Jaccottet |

|                                                 |           |                                     |
| Odey 7’ Kololli 10’ (rig.) Rodríguez 58’ (rig.) | Marcatori | 55’ (rig.), 69’ Hoarau 64’ Ngamaleu |

| Arbitro: | Hänni |

|                                  |           |                               |
| Hoarau 64’ Assalé 87’ Sanogo 90’ | Marcatori | 17’ Lenjani 28’ (aut.) Camara |

| Arbitro: | Tschudi |

|  |           |                                           |
|  | Marcatori | 51’ Hoarau 55’ Fassnacht 82’ (aut.) Diani |

| Arbitro: | Bieri |

|                              |           |                           |
| Kutesa 13’ Sierro 86’ (rig.) | Marcatori | 18’, 26’ Nsame 34’ Assalé |

| Arbitro: | Klossner |

|               |           |  |
| Sulejmani 83’ | Marcatori |  |

| Arbitro: | San |

|           |           |                                        |
| Ajeti 16’ | Marcatori | 69’ Camara 79’ Sulejmani 89’ Fassnacht |

| Arbitro: | Jaccottet |

|                                               |           |                          |
| Sulejmani 56’ Rodrigues 84’ (aut.) Hoarau 90’ | Marcatori | 39’ Spielmann 69’ Bigler |

| Arbitro: | Hänni |

|           |           |                                         |
| Ademi 80’ | Marcatori | 7’, 59’ Hoarau 28’ Fassnacht 75’ Assalé |

#### Seconda fase, girone di andata
| Arbitro: | Jaccottet |

|                         |           |  |
| Benito 14’ Ngamaleu 48’ | Marcatori |  |

| Arbitro: | Klossner |

|               |           |                   |
| Spielmann 81’ | Marcatori | 19’ (rig.) Assalé |

| Arbitro: | San |

|                            |           |  |
| Fassnacht 48’ Ngamaleu 57’ | Marcatori |  |

| Arbitro: | Bieri |

|  |           |           |
|  | Marcatori | 90’ Nsame |

| Arbitro: | Hänni |

|            |           |  |
| Garcia 90’ | Marcatori |  |

| Arbitro: | Dudic |

|  |           |         |
|  | Marcatori | 90’ Sow |

| Arbitro: | Schärer |

|                                 |           |                |
| Aebischer 17’ (aut.) Okafor 53’ | Marcatori | 41’, 44’ Nsame |

| Arbitro: | Tschudi |

|                             |           |                           |
| Hoarau 43’, 81’ (rig.), 90’ | Marcatori | 32’ Bakayoko 65’ Ashimeru |

| Arbitro: | Schärer |

|                  |           |                              |
| Eleke 63’ (rig.) | Marcatori | 56’ Nsame 61’ Sow 70’ Garcia |

#### Seconda fase, girone di ritorno
| Arbitro: | San |

|                                                |           |               |
| Sow 5’ Hoarau 10’, 61’ Lauper 22’ Ngamaleu 39’ | Marcatori | 51’ Salanović |

| Arbitro: | Fähndrich |

|  |           |           |
|  | Marcatori | 79’ Nsame |

| Arbitro: | Hänni |

|           |           |  |
| Ademi 73’ | Marcatori |  |

| Arbitro: | Bieri |

|                 |           |                   |
| Hoarau 34’, 45’ | Marcatori | 8’, 56’ Carlinhos |

| Arbitro: | Jaccottet |

|  |           |                                              |
|  | Marcatori | 7’ Nsame 40’ Fassnacht 50’ Schick 90’ Hoarau |

| Arbitro: | Schnyder |

|                             |           |         |
| Nsame 62’ Ngamaleu 81’, 90’ | Marcatori | 4’ Frei |

| Arbitro: | Tschudi |

|                                                       |           |           |
| Assalé 23’, 32’ Gaudino 38’ Nsame 47’ Hoarau 73’, 88’ | Marcatori | 63’ Pusic |

| Arbitro: | Fähndrich |

|                                                      |           |              |
| Nuhu 19’ Barnetta 45’ Sierro 58’ (rig.) Ashimeru 79’ | Marcatori | 67’ Ngamaleu |

| Arbitro: | Bieri |

|                                                      |           |  |
| Hoarau 27’ Fassnacht 49’ Ngamaleu 72’ von Bergen 75’ | Marcatori |  |

### Coppa Svizzera
| Arbitro: | Erlachner |

|                        |           |                                  |
| Jelassi 63’ Natoli 85’ | Marcatori | 44’ Nsame 90’ Garcia 120’ Hoarau |

| Arbitro: | Schnyder |

|                        |           |                                        |
| Del Toro 70’ Nikçi 90’ | Marcatori | 69’ Sulejmani 87’ Ngamaleu 120’ Camara |

| Nyon 31 ottobre 2018, ore 19:30 CET Ottavi di finale | Stade Nyonnais | 0 – 1 referto | Young Boys | Centre sportif de Colovray (2 320 spett.) |
| \| \| \| \| \| \| Marcatori \| 47’ Sulejmani \|      |                |               |            |                                           |
|                                                      |                |               |            |                                           |
|                                                      | Marcatori      | 47’ Sulejmani |            |                                           |

| Arbitro: | Schärer |

|                                          |           |  |
| Schürpf 5’, 62’ Schneuwly 69’ Vargas 75’ | Marcatori |  |

### Champions League

#### Fase di qualificazione
| Arbitro: | Mallenco |

|          |           |           |
| Mbabu 2’ | Marcatori | 40’ Oršić |

| Arbitro: | Kuipers |

|             |           |                        |
| Hajrović 7’ | Marcatori | 64’ (rig.), 66’ Hoarau |

#### Fase a gironi
| Arbitro: | Aytekin |

|  |           |                                   |
|  | Marcatori | 35’, 44’ (rig.) Pogba 66’ Martial |

| Arbitro: | Karasev |

|                     |           |  |
| Dybala 5’, 34’, 69’ | Marcatori |  |

| Arbitro: | Treimanis |

|                   |           |               |
| Hoarau 55’ (rig.) | Marcatori | 26’ Batshuayi |

| Arbitro: | Kovács |

|                         |           |            |
| Mina 15’, 42’ Soler 56’ | Marcatori | 37’ Assalé |

| Arbitro: | Brych |

|              |           |  |
| Fellaini 90’ | Marcatori |  |

| Arbitro: | Stieler |

|                        |           |            |
| Hoarau 30’ (rig.), 68’ | Marcatori | 80’ Dybala |

## Statistiche

### Statistiche di squadra
| Competizione     | Punti | In casa | In casa | In casa | In casa | In casa | In casa | In trasferta | In trasferta | In trasferta | In trasferta | In trasferta | In trasferta | Totale | Totale | Totale | Totale | Totale | Totale | DR  |
| Competizione     | Punti | G       | V       | N       | P       | Gf      | Gs      | G            | V            | N            | P            | Gf           | Gs           | G      | V      | N      | P      | Gf     | Gs     | DR  |
| ---------------- | ----- | ------- | ------- | ------- | ------- | ------- | ------- | ------------ | ------------ | ------------ | ------------ | ------------ | ------------ | ------ | ------ | ------ | ------ | ------ | ------ | --- |
| Super League     | 91    | 18      | 16      | 1       | 1       | 57      | 17      | 18           | 13           | 3            | 2            | 42           | 19           | 36     | 29     | 4      | 3      | 99     | 36     | +63 |
| Coppa Svizzera   | -     | 0       | 0       | 0       | 0       | 0       | 0       | 4            | 3            | 0            | 1            | 7            | 8            | 4      | 3      | 0      | 1      | 7      | 8      | -1  |
| Champions League | -     | 4       | 1       | 2       | 1       | 4       | 6       | 4            | 1            | 0            | 3            | 3            | 8            | 8      | 2      | 2      | 4      | 7      | 14     | -7  |
| Totale           | 91    | 22      | 17      | 3       | 2       | 61      | 23      | 26           | 17           | 3            | 6            | 52           | 35           | 48     | 34     | 6      | 8      | 113    | 58     | +55 |

### Andamento in campionato
| Giornata  | 1 | 2 | 3 | 4 | 5 | 6 | 7 | 8 | 9 | 10 | 11 | 12 | 13 | 14 | 15 | 16 | 17 | 18 | 19 | 20 | 21 | 22 | 23 | 24 | 25 | 26 | 27 | 28 | 29 | 30 | 31 | 32 | 33 | 34 | 35 | 36 |
| --------- | - | - | - | - | - | - | - | - | - | -- | -- | -- | -- | -- | -- | -- | -- | -- | -- | -- | -- | -- | -- | -- | -- | -- | -- | -- | -- | -- | -- | -- | -- | -- | -- | -- |
| Luogo     | C | T | C | T | C | T | C | C | T | C  | T  | C  | T  | T  | C  | T  | C  | T  | C  | T  | C  | T  | C  | T  | T  | C  | T  | C  | T  | T  | C  | T  | C  | C  | T  | C  |
| Risultato | V | V | V | V | V | V | V | V | V | P  | N  | V  | V  | V  | V  | V  | V  | V  | V  | N  | V  | V  | V  | V  | N  | V  | V  | V  | V  | P  | N  | V  | V  | V  | P  | V  |
| Posizione | 1 | 1 | 1 | 1 | 1 | 1 | 1 | 1 | 1 | 1  | 1  | 1  | 1  | 1  | 1  | 1  | 1  | 1  | 1  | 1  | 1  | 1  | 1  | 1  | 1  | 1  | 1  | 1  | 1  | 1  | 1  | 1  | 1  | 1  | 1  | 1  |

Legenda:

Luogo: C = Casa; T = Trasferta. Risultato: V = Vittoria; N = Pareggio; P = Sconfitta.

### Statistiche dei giocatori
| Giocatore       | Super League | Super League | Super League | Super League | Coppa Svizzera | Coppa Svizzera | Coppa Svizzera | Coppa Svizzera | Champions League | Champions League | Champions League | Champions League | Totale   | Totale | Totale      | Totale     |
| Giocatore       | Presenze     | Reti         | Ammonizioni  | Espulsioni   | Presenze       | Reti           | Ammonizioni    | Espulsioni     | Presenze         | Reti             | Ammonizioni      | Espulsioni       | Presenze | Reti   | Ammonizioni | Espulsioni |
| --------------- | ------------ | ------------ | ------------ | ------------ | -------------- | -------------- | -------------- | -------------- | ---------------- | ---------------- | ---------------- | ---------------- | -------- | ------ | ----------- | ---------- |
| M. Aebischer    | 26           | 3            | 6            | 0            | 3              | 0              | 0              | 0              | 6                | 0                | 0                | 0                | 35       | 3      | 6           | 0          |
| R. Assalé       | 33           | 9            | 2            | 0            | 2              | 0              | 0              | 0              | 6                | 1                | 1                | 0                | 41       | 10     | 3           | 0          |
| L. Benito       | 31           | 1            | 3            | 0            | 3              | 0              | 0              | 0              | 8                | 0                | 2                | 0                | 42       | 1      | 5           | 0          |
| L. Bertone      | 8            | 1            | 1            | 0            | 3              | 0              | 1              | 0              | 4                | 0                | 1                | 0                | 15       | 1      | 3           | 0          |
| N. Bürgy        | 0            | 0            | 0            | 0            | 0              | 0              | 0              | 0              | 0                | 0                | 0                | 0                | 0        | 0      | 0           | 0          |
| M. Camara       | 14           | 2            | 3            | 0            | 4              | 1              | 0              | 0              | 4                | 0                | 2                | 1                | 22       | 3      | 5           | 1          |
| C. Fassnacht    | 35           | 11           | 1            | 0            | 4              | 0              | 0              | 0              | 8                | 0                | 0                | 0                | 47       | 11     | 1           | 0          |
| U. Garcia       | 23           | 3            | 1            | 1            | 4              | 1              | 0              | 0              | 2                | 0                | 1                | 0                | 29       | 4      | 2           | 1          |
| G. Gaudino      | 11           | 1            | 1            | 0            | 0              | 0              | 0              | 0              | 0                | 0                | 0                | 0                | 11       | 1      | 1           | 0          |
| G. Hoarau       | 28           | 24           | 3            | 0            | 3              | 1              | 0              | 0              | 7                | 5                | 0                | 0                | 38       | 30     | 3           | 0          |
| J. Kronig       | 2            | 0            | 1            | 0            | 0              | 0              | 0              | 0              | 0                | 0                | 0                | 0                | 2        | 0      | 1           | 0          |
| S. Lauper       | 28           | 1            | 8            | 0            | 2              | 0              | 0              | 0              | 5                | 0                | 1                | 0                | 35       | 1      | 9           | 0          |
| J. Lotomba      | 5            | 0            | 1            | 0            | 0              | 0              | 0              | 0              | 0                | 0                | 0                | 0                | 5        | 0      | 1           | 0          |
| F. Mambimbi     | 2            | 0            | 0            | 0            | 0              | 0              | 0              | 0              | 0                | 0                | 0                | 0                | 2        | 0      | 0           | 0          |
| D. Marzino      | 0            | 0            | 0            | 0            | 0              | 0              | 0              | 0              | 0                | 0                | 0                | 0                | 0        | 0      | 0           | 0          |
| K. Mbabu        | 24           | 0            | 7            | 1            | 2              | 0              | 0              | 0              | 7                | 1                | 2                | 0                | 33       | 1      | 9           | 1          |
| M. Ngamaleu     | 32           | 12           | 4            | 0            | 4              | 1              | 0              | 0              | 8                | 0                | 2                | 0                | 44       | 13     | 6           | 0          |
| J. Nsame        | 31           | 15           | 6            | 0            | 4              | 1              | 0              | 0              | 5                | 0                | 0                | 0                | 40       | 16     | 6           | 0          |
| E. Petignat     | 0            | 0            | 0            | 0            | 0              | 0              | 0              | 0              | 0                | 0                | 0                | 0                | 0        | 0      | 0           | 0          |
| S. Sanogo       | 15           | 1            | 5            | 0            | 2              | 0              | 1              | 0              | 6                | 0                | 4                | 1                | 23       | 1      | 10          | 1          |
| T. Schick       | 26           | 1            | 4            | 0            | 4              | 0              | 0              | 0              | 2                | 0                | 0                | 0                | 32       | 1      | 4           | 0          |
| L. Seydoux      | 3            | 0            | 0            | 0            | 0              | 0              | 0              | 0              | 0                | 0                | 0                | 0                | 3        | 0      | 0           | 0          |
| D. Sow          | 28           | 3            | 3            | 0            | 4              | 0              | 0              | 0              | 8                | 0                | 0                | 0                | 40       | 3      | 3           | 0          |
| M. Sulejmani    | 17           | 7            | 2            | 0            | 3              | 2              | 0              | 0              | 7                | 0                | 0                | 0                | 27       | 9      | 2           | 0          |
| P. Teixeira     | 0            | 0            | 0            | 0            | 0              | 0              | 0              | 0              | 0                | 0                | 0                | 0                | 0        | 0      | 0           | 0          |
| M. Wölfli       | 4            | 0            | 2            | 0            | 3              | 0              | 0              | 0              | 2                | 0                | 1                | 0                | 9        | 0      | 3           | 0          |
| G. Wüthrich     | 14           | 0            | 3            | 0            | 1              | 0              | 0              | 0              | 3                | 0                | 0                | 0                | 18       | 0      | 3           | 0          |
| D. von Ballmoos | 34           | 0            | 0            | 0            | 1              | 0              | 0              | 0              | 6                | 0                | 0                | 0                | 41       | 0      | 0           | 0          |
| S. von Bergen   | 28           | 1            | 8            | 0            | 2              | 0              | 2              | 0              | 7                | 0                | 0                | 0                | 37       | 1      | 10          | 0          |